# آنا موسکوواکیس
آنا الیزابت موسکوواکیس (انگلیسی: Anna Moschovakis؛ زادهٔ) شاعر، مؤلف و مترجم یونانی-آمریکایی است. وی از سال ۲۰۰۱ میلادی تاکنون مشغول فعالیت بوده‌است. 
او برای ترجمه کتاب «همه خون‌ها در شب سیاه است» در سال ۲۰۲۱ برندهٔ جایزه ادبی من بوکر شده‌است.